# Pascoïte
La pascoïte est un minéral de formule Ca3V10O28·17H2O ou Ca2Ca(V10O28)·17H2O de couleur rouge-orange à jaune. Elle a été découverte dans la province de Pasco au Pérou, d'où son nom, et décrit en 1914. Son symbole IMA est Pas.

## Description
Les cristaux de pascoïte, qui se rassemblent dans des croûtes granuleuses, sont minuscules et ont l'apparence de picots avec des terminaisons obliques. Le minéral est de couleur rouge-orange foncé à jaune-orange et jaune sale lorsqu'il est partiellement déshydraté. Il se présente sous forme d'efflorescences dans les tunnels miniers ou sous forme de sous-produit d'oxydes de vanadium superficiels lixivié par les eaux souterraines. La pascoïte a été trouvée en association avec la carnotite.
La pascoïte se dissout facilement pour former un liquide rouge foncé.
Elle fait partie du groupe éponyme de la pascoïte. L'analogue de magnésium de la pascoïte est la magnésiopascoïte.

## Structure
Une étude de 2005 a déterminé que la pascoïte a une structure cristalline désordonnée C 2/m. Elle est constituée d'anions décavanadate (V10O28)6− liés entre eux par le complexe interstitiel {Ca 3(H2O)17}6+.

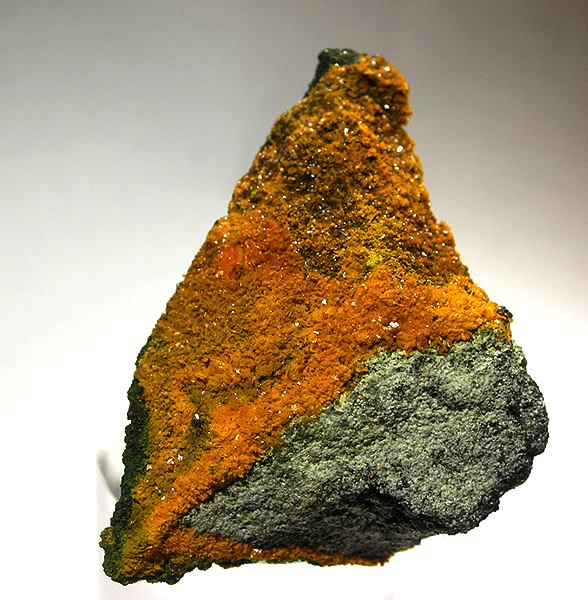
Pascoïte du district de Gypsum Valley, comté de San Miguel, Colorado, États-Unis

## Synthèse
La pascoïte est aisément synthétisée en lessivant des oxydes de calcium et de vanadium à l'eau ce qui produit une solution de couleur orange de pH d'environ 4,6. L'évaporation de la solution à température ambiante produit des cristaux rouge orangé du minéral. Dissoute, elle peut également être recristallisée dans l'eau.

## Histoire
La pascoïte a été découverte dans la mine Ragra près de Cerro de Pasco, au Pérou, où le minéral s'est formé sur les parois d'un tunnel d'exploration après son excavation. Les spécimens ont été transportés par D. Foster Hewett du Pérou au laboratoire Institut d'études géologiques des États-Unis pour analyse. Plusieurs années plus tard, en 1914, la pascoïte est décrite dans la revue de American Philosophical Society. Elle a été nommée d'après la province de Pasco où sa découverte a eu lieu.

## Distribution
La pascoïte a été trouvée en Argentine, en République tchèque, en Italie, au Pérou, au Royaume-Uni et aux États-Unis. Plusieurs des sites où elle a été signalée sont des districts miniers d'uranium. Le matériau type est conservé aux États-Unis à l'université Harvard dans le Massachusetts et au Musée national d'histoire naturelle de Washington.